# Brachiaria marlothii
Brachiaria marlothii är en gräsart som först beskrevs av Eduard Hackel, och fick sitt nu gällande namn av Sydney Margaret Stent. Brachiaria marlothii ingår i släktet Brachiaria och familjen gräs. Inga underarter finns listade i Catalogue of Life.